# 梅特·比奈
梅特·比奈（土耳其語：Mete Binay，1985年1月19日—），土耳其男子举重运动员。他曾代表土耳其参加世界举重锦标赛，获得一枚金牌。他也曾参加2012年夏季奥林匹克运动会。